# Thomas Henry Huxley
Thomas Henry Huxley (4. svibnja 1825. – 29. lipnja 1895.), engleski biolog poznat kao "Darwinov buldog" zbog njegovog zdušnog podržavanja Darwinove teorije evolucije.